# Isola del Gran Sasso d'Italia
Isola del Gran Sasso d’Italia este o comună din provincia Teramo, regiunea Abruzzo, Italia.
Populația comunei este de 4.961 de locuitori (1 ianuarie 2007).

## Demografie
Isola del Gran Sasso d'Italia - evoluția demografică

|  | Graficele sunt indisponibile din cauza unor probleme tehnice. Mai multe informații se găsesc la Phabricator și la wiki-ul MediaWiki. |

Date: Recensăminte sau birourile de statistică - grafică realizată de Wikipedia